# Georg Pflüger
Pour les articles homonymes, voir Pflüger.
Georg Pflüger (né le 30 juin 1835 à Creglingen et mort le 2 avril 1896 dans la même ville) est un homme d'affaires et député du Reichstag.

## Biographie
Pflüger étudie à l'école latine de Creglingen et reçoit également des cours particuliers. Il est agent de 1849 à 1854 à Heilbronn et Ebingen, puis négociant à Creglingen.
À partir de 1890, il est député du Reichstag pour la 12e circonscription de Wurtemberg (Gerabronn (de), Crailsheim, Mergentheim (de), Künzelsau (de)) avec le Parti populaire allemand. Il démissionne de son mandat le 26 juillet 1895 pour des raisons de santé.